# Trappenberg (Latdorf)

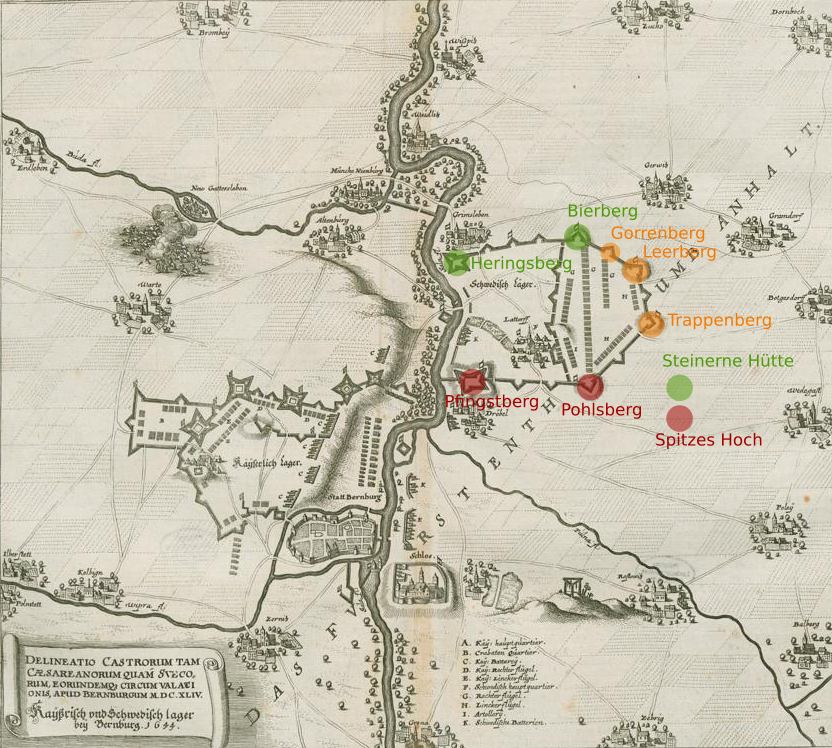
Prähistorische Grabmonumente bei Bernburg, die 1644 in die Befestigung eines schwedischen Heerlagers integriert wurden. Grün: Großsteingräber, rot: Grabhügel, orange: heute zerstörte Anlagen (vermutlich Grabhügel)

Der Trappenberg war eine künstliche Erhebung, wahrscheinlich ein vorgeschichtlicher Grabhügel bei Latdorf, einem Ortsteil von Nienburg (Saale) im Salzlandkreis (Sachsen-Anhalt).

## Lage
Der Hügel befand sich östlich von Latdorf, nördlich der Straße nach Borgesdorf. Westlich seines einstigen Standorts befinden sich heute die Kalkteiche von Latdorf. In der näheren Umgebung existierten ursprünglich zahlreiche weitere vorgeschichtliche Grabmonumente, von denen heute nicht mehr alle erhalten sind. Einige hundert Meter südlich befinden sich das Großsteingrab Steinerne Hütte und der Grabhügel Spitzes Hoch, südwestlich die Grabhügel Pohlsberg und Pfingstberg, nur wenig nördlich der Galgenberg, weiter nördlich der Leerberg, der Gorrenberg und das Großsteingrab Bierberg sowie nordwestlich das Großsteingrab Heringsberg.

## Geschichte des Hügels
Aus Karten des 17. Jahrhunderts geht hervor, dass der schwedische Feldherr Lennart Torstensson 1644 während des Dreißigjährigen Krieges bei Bernburg ein Heerlager errichtete, welches Latdorf umschloss und den Heringsberg, den Bierberg, (eventuell) den Gorrenberg, den Leerberg, den Trappenberg, den Pohlsberg und den Pfingstberg als Aussichtspunkte für die Bastionen der Befestigung nutzte.
Der Trappenberg wurde 1833 noch als existent beschrieben und wurde wohl erst im 20. Jahrhundert vollständig abgetragen. Auf einem Messtischblatt von 1938 ist er noch verzeichnet. Vorgeschichtliche Funde sind nicht bekannt geworden.